# Capilla de Nuestra Señora de los Ángeles (Sevilla)
La capilla de Nuestra Señora de los Ángeles se encuentra en la ciudad de Sevilla (Andalucía, España).

## Historia
Los orígenes de su fundación se remontan los últimos años del siglo XIV, siendo realizada a instancias del arzobispo Gonzalo de Mena.
A partir de esa fecha se creó una hermandad de gloria formada por personas de raza negra, que en 1554 se transformó en cofradía de penitencia.
La primitiva iglesia debió ser del tipo gótico-mudéjar, sustituida por otra a principios del siglo XVII, que sería renovada a finales de la centuria siguiente. Era de una sola nave y pequeñas proporciones, con el presbiterio cubierto por una cúpula semiesférica; el resto quedó tras la última intervención cubierto con un cielo raso. 
Esta iglesia junto con sus retablos sufrieron importantes desperfectos a raíz de las inundaciones del Tamarguillo de 1942 y -peor aún- de 1962, por lo que se tuvo que construir otra proyectada por Juan J. López Sáez.

## Descripción
La capilla actual se bendijo el día 15 de julio de 1965. 
De dos naves de dimensiones desiguales que aparecen separadas por pilares cuadrangulares que sostienen arcos de medio punto y con retablos realizados por Herrera y Feria, se cubre con un sencillo cielo raso. 

## Hermandades
Es la sede canónica de la sevillana Hermandad de los Negritos. Frente a la puerta de entrada preside en un retablo con camarín la imagen de Nuestra Señora de los Ángeles, quedando la del Cristo de la Fundación en una capilla paralela y anexa de menores dimensiones.